# Typer av nazistiska läger

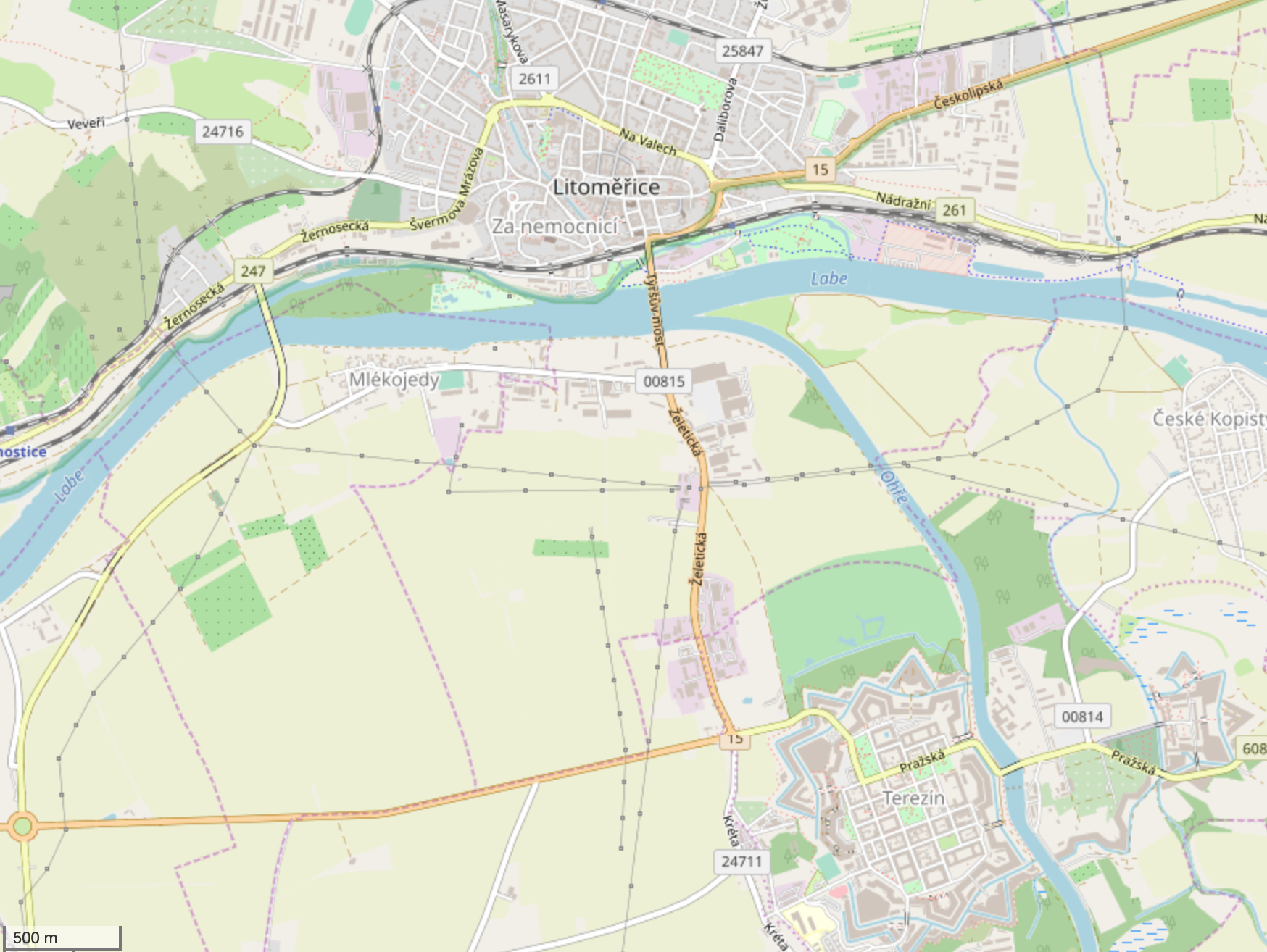
I närheten av Leitmeritz (i kartans övre vänstra hörn) fanns tre typer av nazistiska interneringsanläggningar: Leitmeritz koncentrationsläger, ett underläger till Flossenbürg; Theresienstadt Ghetto (nere till höger, väster om floden Eger) och Kleine Festung Theresienstadt, ett Gestapofängelse.

Uttrycket "nazistiska koncentrationsläger" används ofta ganska brett för en rad olika typer av interneringsläger och liknande anläggningar som drevs av Nazityskland. Mer specifikt hänvisar Nazistiska koncentrationsläger till de läger som drevs av Inspektionen för koncentrationslägren och senare SS:s Ekonomi- och förvaltningsstyrelse (SS-Wirtschafts- und Verwaltungshauptamt). Nazistregimen använde olika typer av internerings- och dödläger inom Tyskland och i de territorier som de erövrade, samtidigt som nazisternas allierade också drev egna interneringsanläggningar sina egna territorier.
I boken Encyclopedia of Camps and Ghettos uppskattas att det fanns mer än 42 500 dylika läger, varav 980 var egentliga nazistiska koncentrationsläger.

## Nazityskland
Typer av internerings- och dödsläger som användes av nazistregimen inkluderar:
| Typ                                   | Tyskt namn | Beskrivning                                                                                   |
| ------------------------------------- | --- | --------------------------------------------------------------------------------------------- |
| Arbetsläger för civila                | Gemeinschaftslager ("gemenskapsläger")                                                                                                |                                                                                               |
| Förvaringsläger                       | Haftlager ("fångläger") |                                                                                               |
| Interneringsläger för civila          | Internierungslager ("interneringsläger") (Ilag)                                                                                       | Läger för att hålla allierade civila, fångade i områden ockuperade av tyska armén.            |
| Läger för judar                       | Judenlager (Julag) ("judeläger"), Umschulungslager ("omskolningsläger"), Zwangsarbeitslager für Juden ("tvångsarbetsläger för judar") |                                                                                               |
| Koncentrationsläger                   | Konzentrationslager | Läger för förintelsen av civila, etniska minoriteter, politiska motståndare etc               |
| Tidiga läger                          | | Föregångare till koncentrationslägren, som främst drevs 1933.                                 |
| Aktion T4 eutanasiläger               | Euthanasie-Tötungsanstalt, T4-Tötungsanstalt                                                                                          | Läger för att mörda utvecklingsstörda och psykiskt sjuka                                      |
| Förintelseläger                       | Vernichtungslager ("förintelseläger")                                                                                                 | Sex läger vars enda syfte var systematiskt massmord, främst av judar.                         |
| Tvångsarbetsläger/slavarbetsläger     | Zwangsarbeitslager ("tvångsarbetsläger")                                                                                              |                                                                                               |
| Judiska ghetton                       | Ghetto | Ghetton för judar skapade i östra Tyskland av Nazityskland                                    |
| Germaniseringsanläggningar            | |                                                                                               |
| Gestapoläger                          | |                                                                                               |
| Gestapofängelser                      | |                                                                                               |
| Romska läger                          | Zigeunerlager ("zigenarläger") |                                                                                               |
| Bostadsläger                          | Wohnlager ("bostadsläger") |                                                                                               |
| Arbetsläger                           | Arbeitslager ("arbetsläger") |                                                                                               |
| Militärbordeller                      | | Bordeller där människor, av den tyska regimen tvingades att prostituera sig.                  |
| Riksarbetstjänsten                    | RAD (Reichsarbeitsdienst)-läger | Tjänsteplikt för att bekämpa arbetslösheten i Nazityskland.                                   |
| Straffläger                           | Strafgefangenenlager ("straffångeläger") och Straflager ("straffläger")                                                               |                                                                                               |
| Privilegieläger                       | Vorzugslager och Sternlager ("privilegieläger") och ("stjärnläger")                                                                   | Läger för utbytesfångar.                                                                      |
| Krigsfångeläger                       | Kriegsgefangenenlager | Fångläger för allierad militärpersonal fängslade utifrån Tredje Genèvekonventionens regelverk |
| Polisens fångläger                    | Polizeihaftlager ("polisfångläger")                                                                                                   |                                                                                               |
| Fängelser                             | |                                                                                               |
| Externt läger                         | Außenkommando ("externkommando") | Slavläger utanför koncentrationsläger                                                         |
| Säkerhetsläger                        | Schutzhaftlager ("säkerhetsläger") |                                                                                               |
| Specialläger                          | Sonderlager ("särskilt läger") |                                                                                               |
| Arbetsutbildningsläger                | Arbeitserziehungslager ("arbetsutbildningsläger")                                                                                     |                                                                                               |
| Arbetshus                             | Arbeitshaus ("arbetshus") |                                                                                               |
| Transitläger                          | Durchgangslager ("transitläger") | Läger där fångar befann sig kortare tid före deportationen till andra nazistiska läger.       |
| Ungdomsskyddsläger                    | Jugendschutzlager ("ungdomsskyddsläger")                                                                                              |                                                                                               |
| Ungdomsanstaltsläger/ungdomsfängelser | Jugendverwahrungslager ("ungdomsanstaltsläger")                                                                                       |                                                                                               |

## Naziallierade
Nazisternas allierade drev också egna interneringsläger, som i Bulgarien, Kroatien, Finland, Frankrike, Franska Nordafrika, Ungern, Italien, Norge, Rumänien, Slovakien och Tunisien.